# Monaster Cetățuia w Jassach
Monaster Cetățuia – prawosławny męski klasztor w Jassach, w jurysdykcji archieparchii Jass metropolii Mołdawii i Bukowiny Rumuńskiego Kościoła Prawosławnego.

## Historia
Być może na początku XVII w. na miejscu monasteru istniała starsza cerkiew lub też fortyfikacja. Klasztor był budowany w latach 1669–1672 z fundacji hospodara Jerzego Duki. W 1672, gdy Duca został odsunięty od władzy w Mołdawii, prace przy wznoszeniu obiektu zostały wstrzymane. Mimo to monaster w 1672 został poświęcony przez patriarchę jerozolimskiego Dosyteusza II – monaster był podporządkowany jurysdykcyjnie Patriarchatowi Jerozolimskiego, a dokładniej katedrze Zmartwychwstania Pańskiego w Jerozolimie. W 1675 klasztor nadal był nieukończony, a jego świątynia nie posiadała dekoracji wewnętrznej. Wzniesiony na zalesionym wzgórzu monaster był jednym z obronnych klasztorów wzniesionych przez kolejnych hospodarów mołdawskich, otaczających Jassy. Razem z klasztorem Galata był jednym z dwóch najsilniejszych punktów południowej linii obrony miasta. Pełnił zarazem funkcję jednego z miejsc, do którego mógł wycofać się władca Mołdawii w razie zagrożenia stolicy, a według niektórych źródeł był połączony tunelem z dworem hospodarskim. W 1682 przy klasztorze otwarta została drukarnia, publikująca książki w języku greckim (Grekami byli również miejscowi mnisi). Mnisi prowadzili również szkoły, a podczas wojen – szpital dla rannych żołnierzy.
Sytuacja monasteru stopniowo pogarszała się od początku XVIII w. Klasztor popadł w ruinę po kilku trzęsieniach ziemi i pożarach, a także na skutek niestaranności przełożonych klasztoru. W 1788 podczas wojny turecko-austriackiej był już użytkowany jako spichlerz, a w latach 1788–1792 i 1806–1812 jako szpital polowy. Biskup Melchizedek (Ștefănescu) zapisał, że w 1884 kompleks był już całkowitą ruiną.
Monaster został restytuowany i gruntownie odremontowany na początku XX w. z inicjatywy metropolity Mołdawii Pimena. Główną cerkiew monasterską odnowiono w 1930 z inicjatywy Nicolae Iorgi. Po raz drugi remontowano go w latach 1940–1941, a następnie w latach 1964–1971, przywrócono mu wówczas pierwotny wygląd z XVII w.

## Architektura
Główna cerkiew monasteru, pod wezwaniem Świętych Piotra i Pawła, wzorowana jest na świątyni w kompleksie monasteru Trzech Świętych Hierarchów w Jassach, nosi ona również pewne podobieństwa względem cerkwi w monasterze Galata w tym samym mieście. Cerkiew w klasztorze Cetățuia, powtarzając proporcje pierwowzoru, jest mniejsza i nieporównywalnie skromniejsza pod względem zewnętrznej dekoracji. Obiekt wzniesiony został na planie trójkonchowym, podzielony jest na przedsionek, przednawie, nawę i pomieszczenie ołtarzowe z trzema oknami. Przednawie od nawy dzieli rząd kolumn. Freski we wnętrzu cerkwi monasterskiej wykonali mistrzowie pochodzenia arumuńskiego, Mihai i Gheorghe Dima przy pomocy miejscowych malarzy o imionach Stefan i Nicolae. Wśród kompozycji na ścianach świątyni jest cykl fresków przedstawiających życie i śmierć Jana Chrzciciela oraz 23 sceny z Akatystu do Matki Bożej.

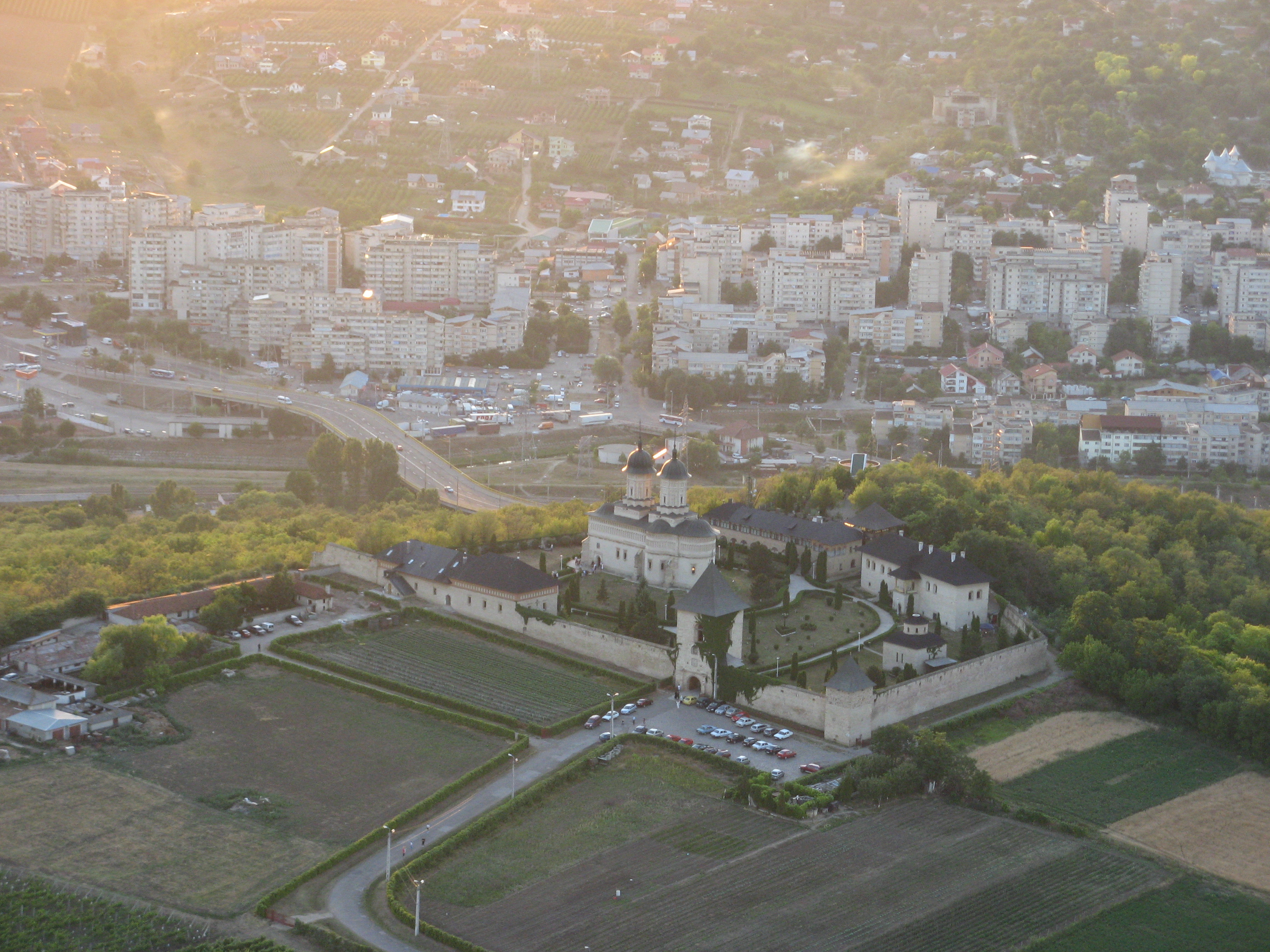
Widok z lotu ptaka

Na dzwonnicy monasteru znajdują się dwa dzwony, odlane w 1669 odpowiednio w Braszowie i w Gdańsku. Inskrypcje na ikonach w cerkwi wykonane są w języku greckim.
Cerkiew monasterska jest miejscem pochówku fundatora Jerzego Duki. Szczątki hospodara zostały w 1693 sprowadzone ze Lwowa przez jego syna Konstantyna. W przednawiu świątyni znajdują się również groby Saula, ojca Jerzego Duki, jego syna Jana oraz córki fundatora klasztoru Marii. W przednawiu, po prawej stronie wejścia, znajduje się fresk z wizerunkami członków rodziny Duka: Jerzego, jego małżonki Anastazji, syna Konstantyna, córki Heleny, córki Marii, dziecka, którego imię jest nieczytelne oraz Katarzyny, prawdopodobnie matki małżonki hospodara.

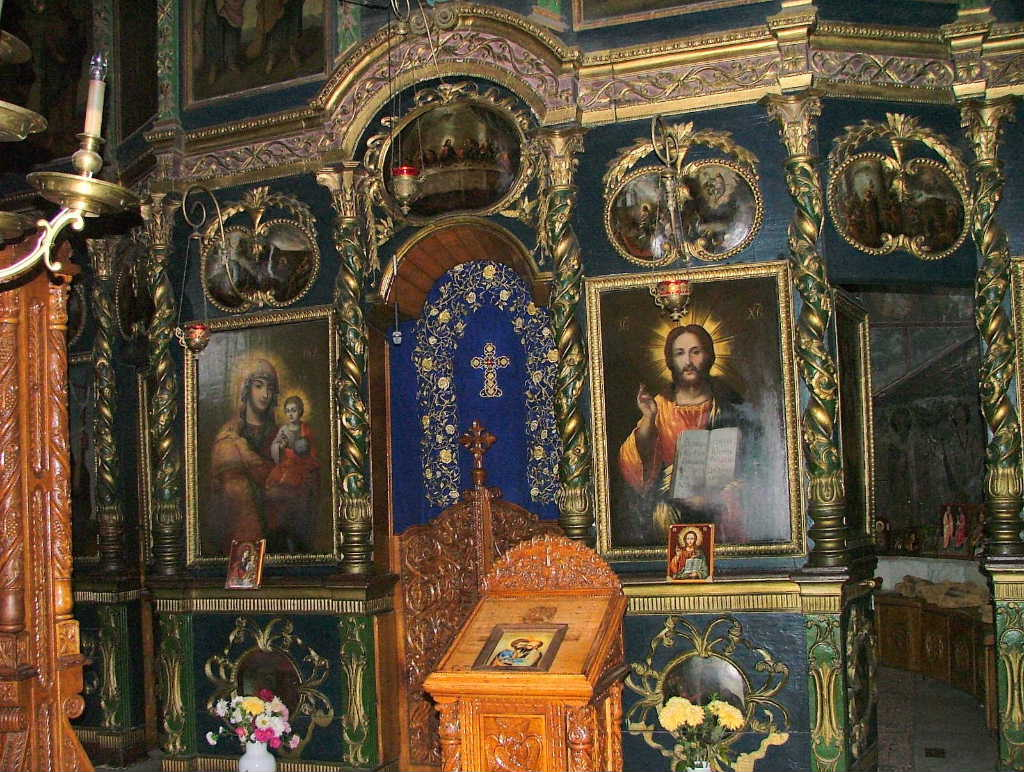
Ikonostas w cerkwi klasztornej

W kompleksie monasteru oprócz cerkwi znajduje się pałac przeznaczony dla hospodara (w północnej części założenia), budynki dla strażników i obrońców obronnego klasztoru, a także budynek drukarni. W budynku klasztornym na południe od świątyni znajduje się gotycka sala wsparta na dwóch filarach, przykryta sklepieniem krzyżowo-żebrowym zdobionym motywami roślinnymi. Na dwóch filarach sali widoczny jest motyw splecionego sznura. Z pałacem hospodara sąsiaduje budynek dawnej łaźni tureckiej (według niektórych źródeł budynek ten należy raczej uważać za kuchnię) oraz budowle klasztorne dobudowane w latach 1911–1912. Wszystkie obiekty otacza mur obronny z narożną wieżą oraz bramą-dzwonnicą z 1670. Pierwotnie baszt obronnych było więcej.